# Duke Shelton
Othniel Akeem Shelton, detto Duke (Ocala, 25 novembre 1995), è un cestista statunitense.